# Барсуков, Андрей Валерьевич
Андрей Валерьевич Барсуков (род. 2 ноября 1973 года) — казахстанский футболист.

## Карьера
В четырёхлетнем возрасте с родителями переехал из Целинограда в Экибастуз. Ппять раз подряд выступал в финальных турнирах «Кожаного мяча» — в 1986, 1987, 1988, 1989, 1990 годах. В 1986 году на финале в Липецке был признан лучшим полузащитником, а в 1987 году в Фергане — лучшим нападающим турнира.
Дебютировал в составе экибастузского клуба во второй лиге.
С образованием чемпионата Казахстана играет в составе уже команды высшего дивизиона.
В 1999—2005 годах пробует свои силы в других командах: «Восток», «Иртыш», «Актобе», «Женис», «Окжетпес».
В 2006 году вернулся в Экибастуз, где и играл до 2008 года.

## Достижения
- Серебряный призёр чемпионата Казахстана: 1993, 1998
- Бронзовый призёр чемпионата Казахстана: 2000,
- Финалист Кубка Казахстана: 1999, 2001

## Тренерская карьера
В 2010—2012 годах работал в академии Алексея Смертина в Барнауле.